# أليكس مارانهاو
أليكس مارانهاو (بالبرتغالية: Alex Maranhão‏) هو لاعب كرة قدم برازيلي في مركز الوسط، ولد في 30 أبريل 1985 في ساو لويز في البرازيل. لعب مع نادي إيتوانو ونادي إيكاسا ونادي بالميراس ونادي باهيا ونادي بيرا مار ونادي تريزه ونادي سيارا ونادي فورتاليزا ونادي كريسيوما.